# Srđan Radonjić
Srđan Radonjić (* 8. Mai 1981 in Titograd) ist ein montenegrinischer Fußballspieler.

## Karriere
Radonjić begann seine Karriere beim FK Roter Stern Belgrad, welchen er 2002 Richtung Heimat zu FK Sutjeska Nikšić verließ. Nach zwei Jahren bei Sutjeska wechselte er zu FK Partizan Belgrad. Bei Partizan kam er auch zum ersten Mal international zum Einsatz. Im Spiel gegen den moldawischen Vertreter Sheriff Tiraspol spielte er eine Halbzeit und wurde gegen Pierre Boya ausgewechselt. Das Spiel endete 1:0. Weiters schaffte er 2005 den serbischen Meistertitel. 2007 kehrte er Serbien den Rücken und wechselte zu Odense BK, wo er ein halbes Jahr unter Vertrag stand, ehe er ein weiteres halbes Jahr bei Viborg FF spielte.
Nach wiederum einem halben Jahr wechselte er zu Start Kristiansand nach Norwegen. Nachdem er wieder zu Odense zurückgekehrt war, unterschrieb er im Januar 2009 beim österreichischen Bundesligisten SCR Altach.

## Erfolge
- Serbischer Meister 2005